# Combined Cadet Force

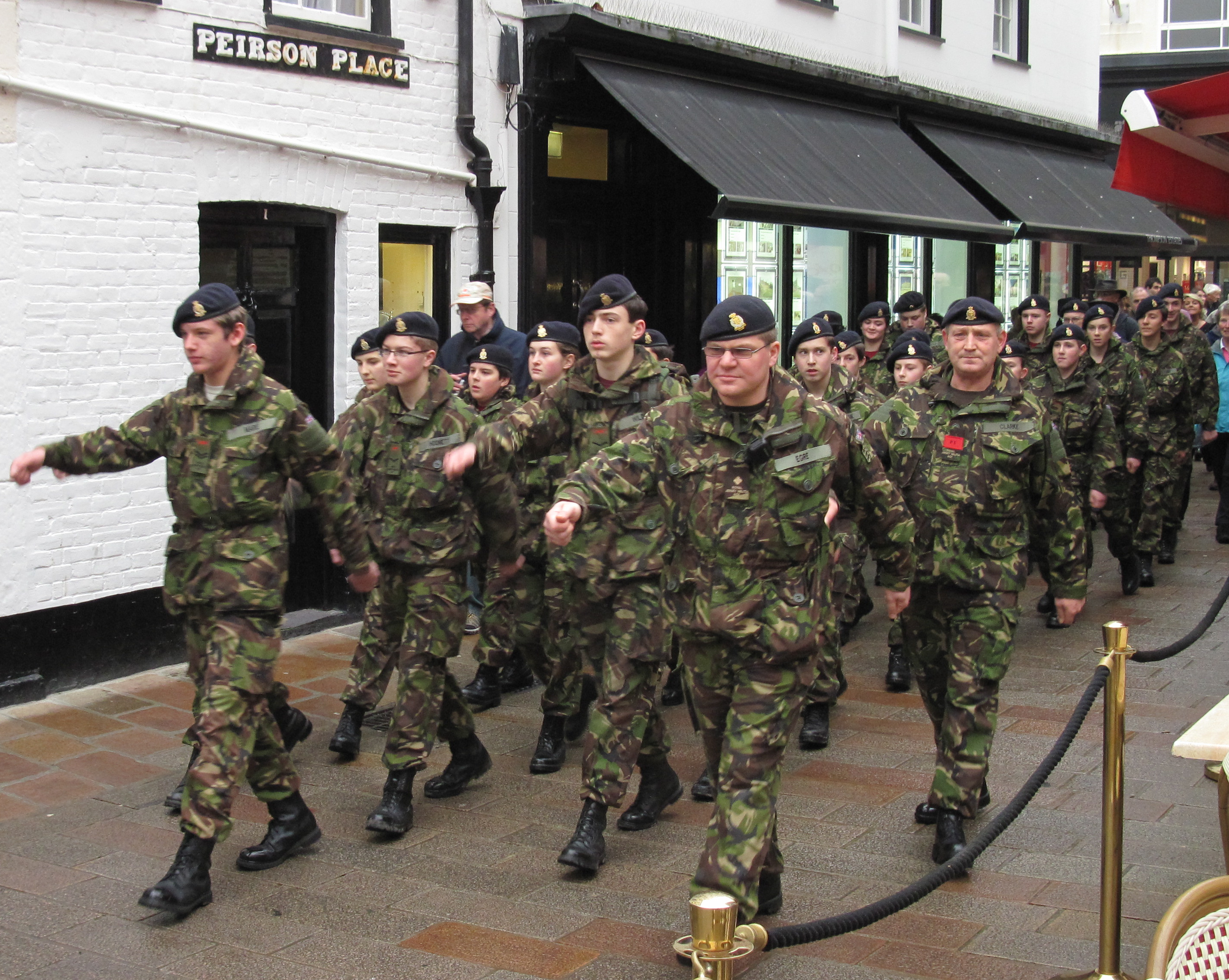
Kadetten der Combined Cadet Force bei einer Parade (im Vordergrund drei Cadet Force Adult Volunteers)

Die Combined Cadet Force (CCF) ist eine 1948 gegründete Jugendorganisation in Großbritannien, die vom dortigen Verteidigungsministerium unterstützt wird.
Ziel ist, durch eine disziplinierte Organisation in der Schule den Schülern Führungsqualitäten beizubringen, und durch Training die Vorteile von Verantwortungsfähigkeit, Eigenständigkeit, Einfallsreichtum, Ausdauer und Beharrlichkeit aufzuzeigen. Das Programm ist aber keine Voraussetzung für und dient nicht zur Rekrutierung von zukünftigen Soldaten.
Es wird an vielen Privatschulen im Vereinigten Königreich als Zusatzangebot angeboten. Die Kadetten tragen normalerweise eine Uniform in Tarnfarben, vergleichbar mit der der offiziellen Streitkräfte.
Es gibt Unterteilungen nach Teilstreitkräften:
- CCF RAF[1] für die Royal Air Force
- CCF Army[2] für die British Army
- CCF Royal Navy Royal Marines[3] für die Royal Navy und die Royal Marines